# Te deseo lo mejor
"Te Deseo lo Mejor" é canção escrita e interpretada pela cantora e atriz mexicana Lucero. É a segunda de duas canções inéditas do terceiro álbum ao vivo da artista, En Concierto.

## Informações
"Te Deseo lo Mejor" é a segunda música inédita do álbum ao vivo En Concierto, assim como é a segunda que a artista compõe. A primeira foi a canção "No Pudiste Amar Así", que fora lançada como single.
A canção aparentemente fala sobre um casal que viveu um grande amor, porém pelas circustâncias, ele se acaba. Porém, foi tão verdadeiro que a protagonista da canção deseja ao seu ex-parceiro tudo de bom, e que sempre que precisar ela ainda estará ao seu lado, mesmo que seus caminhos forem para lados diferentes.

## Lançamentos
Primeiramente, a canção foi lançada no álbum En Concierto em 13 de Novembro de 2013 e posteriormente em 26 de Agosto de 2014 nas rádios.

## Interpretações ao vivo
Lucero interpretou a canção ao vivo pela primeira vez durante a décima edição do Prêmio Tu Mundo, exibida pela emissora Telemundo em 21 de Agosto de 2014. A versão apresentada não foi original e sim a remix, com a participação do artista 3BALLMTY.

## Versão20y20
“Te Deseo lo Mejor” ganhou uma versão remix para o álbum de compilação 20y20, em comemoração aos 40 anos da carreira de Lucero. Foi lançado no dia 21 de Agosto de 2020, como o primeiro e principal single do álbum. O videoclipe foi lançado em 28 de Agosto, no canal oficial de Lucero no YouTube.

## Formato e duração
- Streaming

1. "Te Deseo lo Mejor" – 3:22

- Download digital / streaming

1. "Te Deseo lo Mejor (20y20)" – 3:38

## Histórico de lançamentos
| País   | Data                 | Formatos                   | Versão | Gravadora                               |
| ------ | -------------------- | -------------------------- | ------ | --------------------------------------- |
| Vários | 21 de Agosto de 2020 | Download digital streaming | 20y20  | Fonovisa Records Universal Music Latino |